# Murilo Mendes
Murilo Monteiro Mendes (Juiz de Fora, 13 de maio de 1901 — Lisboa, 13 de agosto de 1975) foi um poeta, prosador e crítico de artes plásticas brasileiro, católico expoente do surrealismo na literatura brasileira.

## Biografia
Nascido na cidade de Juiz de Fora, no estado de Minas Gerais, em 13 de maio de 1901, aniversário da abolição da escravidão no Brasil pela Lei Áurea, em 1888 (assim ele gostava de assinalar), Murilo Mendes é filho de Onofre Mendes, funcionário público, e Elisa Valentina Monteiro de Barros. No dia 20 de outubro de 1902, sua mãe, "afeiçoada ao canto e ao piano, morre de parto com vinte e oito anos". Casou-se então o seu pai com Maria José Monteiro ("Minha segunda mãe, Maria José, grande dama de cozinha e salão, resume a ternura brasileira. Risquei do vocabulário a palavra madrasta.").
Em Juiz de Fora, fez seu curso primário e parte do curso ginasial no Colégio Moraes e Castro, no Colégio Malta e na Academia de Comércio. Presenciou, em 1910, a passagem do cometa Halley, que o despertou para a poesia. Em 1916, ingressou na Escola de Farmácia de Juiz de Fora, a qual abandonou decorrido um ano apenas. Como aluno interno, estudou no Colégio Santa Rosa, em Niterói. Irregular e indisciplinado, fugiu para, no Theatro Municipal do Rio de Janeiro, assistir a dois espetáculos de Diaguilev e ver Nijinski dançar. Desde jovem, teve predileção por Wolfgang Amadeus Mozart.
Entre 1917 e 1921, devido a várias tentativas da família de conseguir-lhe um trabalho, foi empregado como telegrafista, prático de farmácia, guarda-livros (antiga nomeclatura para contador), funcionário do cartório do pai, professor de francês em um colégio de Palmira (atual Santos Dumont) e, mudando-se para o Rio de Janeiro com o irmão mais velho, trabalhou como arquivista na Diretoria do Patrimônio Nacional, subordinado ao Ministério da Fazenda. Nesse órgão público, Murilo Mendes conheceu, em 1921, Ismael Nery, desenhista da Seção de Arquitetura e Topografia, tornando-se amigos fraternos. Contudo, o poeta continuou a buscar, sem vocação, ocupações várias, desde funcionário do Banco Mercantil, escrevente no cartório de seu primo Aníbal Monteiro Machado, inspetor federal de ensino secundário até escrivão da 4a Vara da Família do Distrito Federal.
A morte prematura de Ismael Nery, em 1934, provocou em Murilo Mendes uma crise religiosa, a qual o converteu ao catolicismo. Na edição Tempo e Eternidade (1935) escreveu um poema em homenagem ao amigo. A influência de Ismael fez Murilo ainda publicar, entre junho a dezembro de 1948, no suplemento Letras e Artes do jornal A Manhã, artigos com o título Recordação de Ismael Nery.
Em 1938, quando Salzburgo foi tomada na Segunda Guerra Mundial pelos alemães, Luciana Stegagno Picchio, amiga e organizadora da extensa obra de Murilo Mendes, indica um episódio paradigmático de seu caráter singular: Murilo "telegrafa a Hitler o seu protesto em nome de Wolfgang Amadeus Mozart".
Devido à tuberculose, passou um período de convalescença na pensão em que morou, transferindo-se, em 1943, ao Sanatório Boa Vista, em Corrêas, no Município de Petrópolis. Em 1947, casou-se com a poeta e tradutora portuguesa Maria da Saudade Cortesão, filha de Jaime Cortesão, escritor e historiador português exilado no Brasil. Fixou o casal, inicialmente, o domicílio no Rio de Janeiro.
Viajou a turismo para a Espanha em 1952. No ano seguinte, esteve novamente na Espanha, como professor visitante na Universidade de Madri. Em 1953, proferiu, na Sorbonne, palestra sobre Jorge de Lima, amigo cuja morte ocorrera há pouco. Entre 1953 e 1955, ministrou conferências nas Universidades de Bruxelas, Louvain, Amsterdam e Paris sobre temas de cultura brasileira. Mudou-se para a Itália em 1957, contratado pelo Departamento Cultural do Itamaraty, a fim de exercer a função de professor de literatura brasileira na Universidade de Roma "La Sapienza", desenvolvendo ainda curso idêntico na Universidade de Pisa. Instalaram-se o poeta e sua esposa no domicílio definitivo, situado em Roma, na Via del Consulato 6.
Murilo Mendes faleceu por problemas cardíacos no dia 13 de agosto de 1975, na casa onde habitara seu sogro, Jaime Cortesão, em Lisboa. Foi sepultado no Cemitério dos Prazeres.
Após a morte de Murilo Mendes, surgiram diversas manifestações. Entre elas, dois meses após o falecimento, o pintor Pasquale Santoro fomentou, na Itália, evento em sua homenagem. No Museu de Arte de São Paulo (MASP), Pietro Maria Bardi organizou, em 1980, a Exposição Brasil-Itália, tendo salas especiais denominadas "Um Poeta Brasileiro na Itália - Murilo Mendes" e "Um Poeta Italiano no Brasil - Giuseppe Ungaretti". Em Lisboa, com a contribuição de Maria da Saudade Cortesão Mendes e João Nuno Alçada, a Fundação Calouste Gulbenkian realizou, em 1987, a exposição "Murilo Mendes - O Olhar do Poeta".
A Murilo Mendes o reconhecimento também o alcançou em poesia. Na bela Carta de Natal a Murilo Mendes, sua amiga e poeta Sophia de Mello Breyner Andresen enviou: "Querido Murilo: será mesmo possível / Que você este ano não chegue no verão / Que seu telefonema não soe na manhã de Julho / Que não venha partilhar o vinho e o pão". A cordialidade e o carisma de Murilo deixaram, junto à sua obra artística, inúmeros amigos.

## Fortuna Crítica

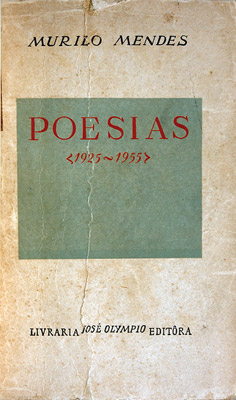
Capa da obra Poesias, de 1959

Em sua Apresentação da Poesia Brasileira, Manuel Bandeira assinala que Murilo Mendes "é talvez o mais complexo, o mais estranho e seguramente o mais fecundo poeta desta geração". Considerando primeiro o seu estilo, de uma espiritualidade particular e, à frente, de uma liberdade da sintaxe, Afrânio Coutinho posiciona então Murilo Mendes na segunda fase, ou geração, do modernismo na poesia, que se estende de 1930 até 1945. Ao incorporar o surrealismo e o catolicismo, a sua obra destaca-se na literatura brasileira.
Murilo Mendes publicou o seu primeiro livro, Poemas, em 1930, o qual seu pai custeara em Juiz de Fora. Por ele recebeu, no mesmo ano, o Prêmio de Poesia da Fundação Graça Aranha. Já no ano seguinte, 1931, Mário de Andrade percebe o aparecimento de Poemas, atribuindo a Murilo Mendes com outros três autores marcantes a designação de "poetas feitos". No mesmo ano, 1931, publicou o auto Bumba-meu-poeta. Em 1932, foi publicado o livro de poemas-piadas História do Brasil, os quais, por considerar o poeta que "destoam do conjunto da minha obra", excluiu da obra completa Poesias, editada em 1959. Poesias reuniu a produção literária de Murilo Mendes entre 1925 a 1955, excluindo também O Sinal de Deus (1936), edição de poemas em prosa que havia sido retirada do mercado. Luciana Stegagno Picchio, em sua História da Literatura Brasileira, observa que, meticuloso, constituiu Murilo "em torno do núcleo primitivo (Poemas e Bumba-meu-poeta, 1930)" [...] uma "obra coerente como poucas".
A mais próxima biógrafa de Murilo Mendes, Laís Corrêa de Araújo (com quem Murilo correspondeu-se durante longa data), nota que o primeiro livro, Poemas (1930), foi publicado posteriormente à Semana de Arte Moderna, acontecimento do modernismo brasileiro ocorrido no Theatro Municipal de São Paulo, em 1922. É questionável o intervalo, por volta de oito anos, da "Semana de 22" até à edição de Poemas. Entretanto, verifica a sua biógrafa que "não seria o mero fato de um distanciamento geográfico do escritor do eixo das operações renovadoras (São Paulo - Rio de Janeiro) - pois já residia no Rio em 1920" e que "em 1922 tinha Murilo vinte e um anos, uma idade portanto psicologicamente propícia às contestações, à rebeldia". Colocando à parte o desvio do livro História do Brasil, Laís Corrêa de Araújo apresenta a justificação de que, ainda que adotando o verso livre, as "ideias filosóficas", as "preocupações estéticas" de Murilo Mendes já não repercutiam os movimentos de 1920 a 1930. No poema emblemático Mapa, que pertence ao livro Poemas, lê-se Murilo afirmando que "tudo é ritmo do cérebro do poeta. Não me inscrevo em nenhuma teoria". Alceu Amoroso Lima, em carta à biógrafa, escreveu, com agudo senso crítico, que Murilo Mendes nunca foi um "homem de rebanhos".
Porém, em 1934, um importante evento marcou Murilo Mendes. A morte do amigo Ismael Nery conduziu Murilo Mendes na sua conversão ao catolicismo. Com a colaboração de Jorge de Lima, publicou o livro Tempo e Eternidade (1935). E, a contar deste ponto, surgiu um poeta "inserido na situação angustiosa do homem dividido entre a constatação de uma potencialidade redentora (Deus) e a sua impotência e desamparo do degredado (homem-pecador)". No poema A Ceia do Poeta, pertencente a Tempo e Eternidade, lê-se Murilo a considerar Deus na terra: "Diante do prato em que apenas toquei / Medito no dia em que multiplicaste pães e peixes, / Tu que sacias a fome e a sede do universo". Por outro lado, na obra A Poesia em Pânico (1937), o poeta confessa em A Danação sua dificuldade: "Há fortes iluminações sem permanência. / A parte da Graça é tão pequena / Que me vejo esmagado pelo monumento do mundo". No livro Mundo Enigma (1945), o poema Emaús expõe também Murilo sem conseguir desvendar Deus: "Sempre és o hóspede - nunca és o rei. / Muito mais derrotado que vitorioso. / Quando chegas e bates ao meu coração / Eu não te reconheço - há luz demais -". Murilo Mendes mostra-se uma pessoa não conformada com este mundo.
Durante a Segunda Guerra Mundial, Murilo Mendes publicou, através da Editora Agir, a obra Poesia Liberdade (1947). Veem-se então "o espectro da guerra" (do poema As Lavadeiras), "homens e bichos combatendo" (Poema de Além-Túmulo), e o pão e o vinho amaldiçoados (O Túnel do Século). No poema Elegia Nova, Murilo observa, triste: "Esta cidade irregular desfeita, / Roseiras de peles de homens, / Torres de suplícios, / Campos semeados de metralhadoras, / O rendimento dos abismos". Surgem, nos seus versos, traços que lembram poesias de Carlos Drummond de Andrade. Em O Rato e a Comunidade, Murilo, secamente, escreve: "Procuras consolo, mas não podes parar. / És o servo da máquina e do tempo. / Mal sabes teu nome, nem o que desejas neste mundo." Entretanto, Murilo Mendes mantém sua fé na comunhão dos homens com Cristo. O poeta a assegura em Ofício Humano: "Esperemos na angústia e no tremor o fim dos tempos, / Quando ao homem se fundirem numa única família, / Quando ao se separar de novo a luz das trevas / O Cristo Jesus vier sobre a nuvem, / Arrastando por um cordel a antiga Serpente vencida".
Antes de sua mudança para Roma, Murilo Mendes fez amizades com escritores e artistas brasileiros no Rio de Janeiro. Frequentando o Mosteiro de São Bento, relata, em Retratos-relâmpago (1973), curioso diálogo com Graciliano Ramos, quando esse foi designado inspetor federal do Colégio de São Bento. Datam desta época os retratos de Murilo pintados por Alberto da Veiga Guignard, um em 1930 e outro em 1931, e Candido Portinari. Um homem jovem que logo se aproximou de Murilo Mendes foi João Cabral de Melo Neto. O primeiro encontro deu-se em 1940, na pensão onde morava Murilo, localizada na Rua Marquês de Abrantes, no bairro do Flamengo. Mais tarde, como diplomata, João Cabral estabeleceu laços estreitos com Murilo ao longo do exercício de seu serviço público, especialmente na Catalunha e em Sevilha.

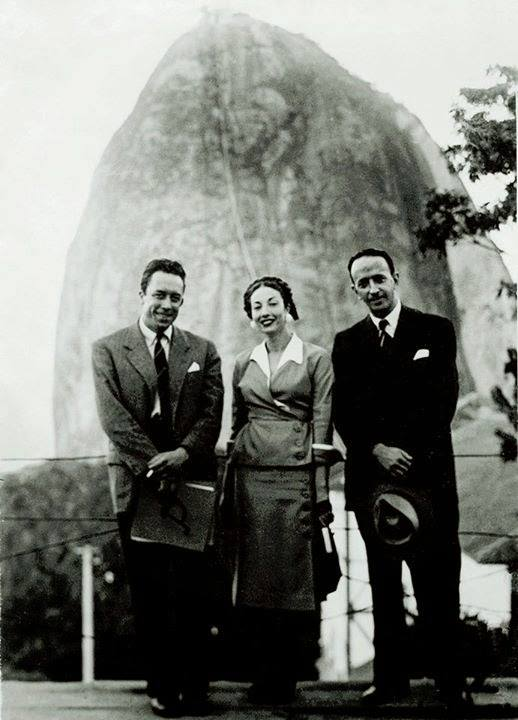
Albert Camus, Maria da Saudade Cortesão Mendes e Murilo Mendes no Rio de Janeiro, em 1949

Conheceu, no Brasil, certos pintores e escritores estrangeiros: Árpád Szenes e Maria Helena Vieira da Silva, casal que deixou a Europa de 1939 até 1947, George Bernanos, que se exilou logo após o Acordo de Munique, retornando em 1945, e Albert Camus, que esteve no Brasil para uma turnê de conferências em 1949.
Na Europa, Murilo Mendes entrou em contato com vários artistas novos e renomados. Podem ser citados exemplos como Giuseppe Ungaretti, Alberto Magnelli, Ruggero Jacobbi, Sophia de Mello Breyner Andresen, Jorge Guillén, Rafael Alberti e Ezra Pound.
Em especial, Murilo Mendes aproximou-se dos surrealistas Mário Cesariny, Joan Miró,, René Char e, finalmente, André Breton. A propósito, muito do surrealismo originário de Breton e atribuído a Murilo Mendes "passa por estas amizades, embora existisse na base uma predisposição ao 'surreal', antes ou além das modas e dos credos de escola". Em carta endereçada, em 1949, a Francis Picabia, ilustrador de sua obra Janela do Caos, Murilo expressou a sua visão do surrealismo:
"[...] Não sou um surrealista ortodoxo, mas devo confessar que o surrealismo sempre exerceu sobre mim um grande fascínio. Acho que há muita surrealidade mesmo em certos clássicos; que há um estado surrealista na vida, um estado que com frequência se esconde, mas que todavia se revela em toda sua estranheza e angústia. Esse estado transparece inevitavelmente em meus poemas. [...]."
Em carta para Laís Corrêa de Araújo, Murilo Mendes declarou essa posição insólita sua:
"Eu tenho sido toda a vida um franco-atirador. Procuro obedecer a uma espécie de lógica interna, de unidade apesar dos contrastes, dilacerações e mudanças; e sempre evitei os programas e manifestos."
É relevante também mencionar que o surrealismo de Murilo Mendes uniu, fortemente, a sua poesia com o elemento plástico. João Cabral de Melo Neto afirmou que "sua poesia me foi sempre mestre, pela plasticidade e novidade de imagem. Sobretudo foi ela quem me ensinou a dar precedência à imagem sobre a mensagem, ao plástico sobre o discursivo".

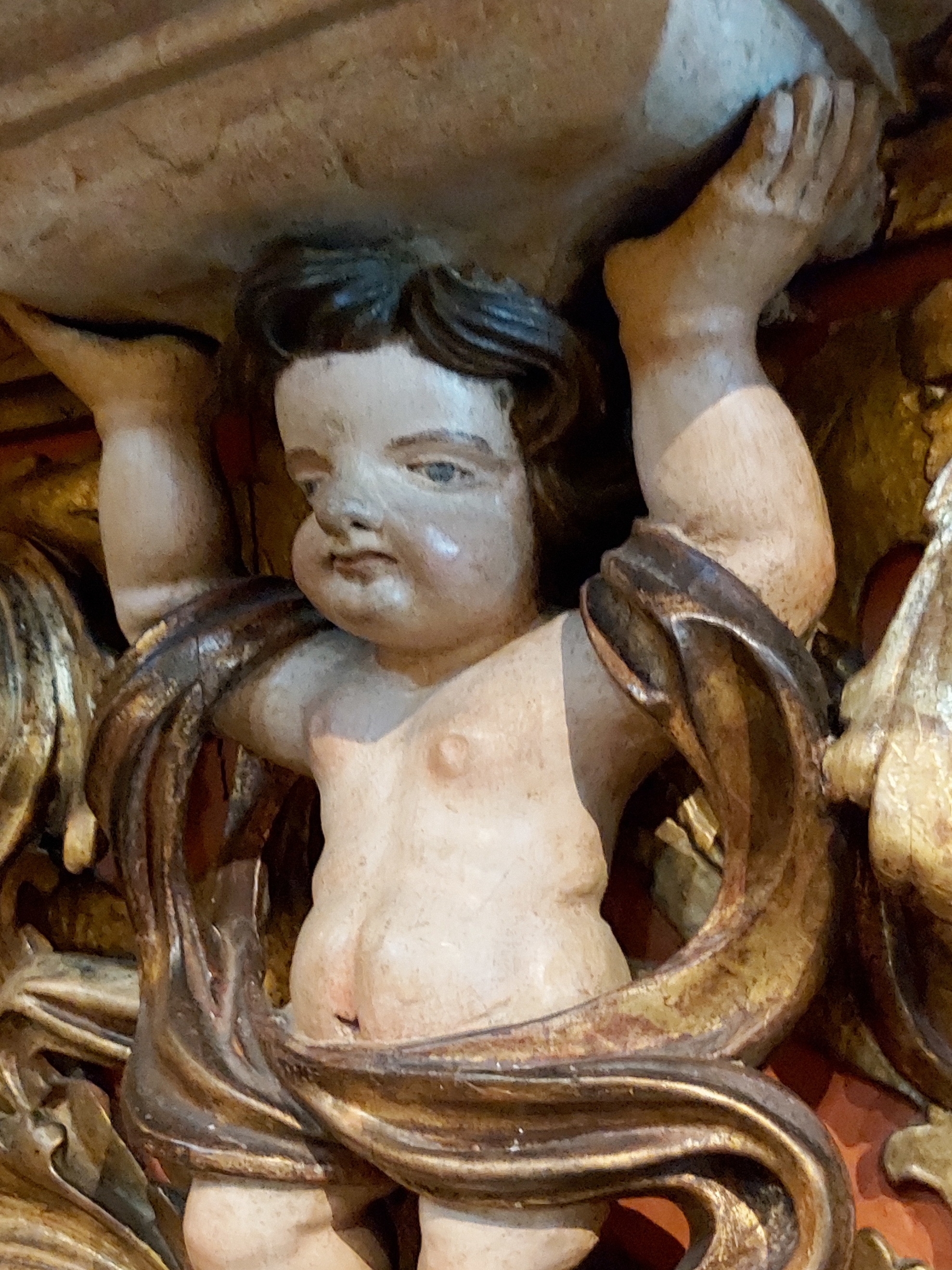
Querubim no estilo barroco

A obra poética de Murilo Mendes é extensa e não exprime, exatamente, a evolução do modernismo brasileiro. Todavia, não deixou o poeta de olhar, peculiarmente, para o Brasil, a exemplo do livro Contemplação de Ouro Preto, publicado em 1954. Nesta "viagem às raízes barrocas", com profunda reflexão em relação ao catolicismo, Murilo passou a "assumir abertamente a sua mineiridade". No poema Romance das Igrejas de Minas, redige Murilo: "Por isso escrevi um canto / Com palavras essenciais, / Baseado na beleza / Da antiga Minas Gerais, / Inspirado na grandeza / Da rude religião, / Princípio e fim da existência,". Neste livro, Murilo Mendes cita, em certos pontos, figuras emblemáticas de Ouro Preto: o extraordinário Aleijadinho ("O escopro genial do Aleijadinho", verso do poema Motivos de Ouro Preto); os primeiros revolucionários da Inconfidência Mineira contra a Monarquia de Portugal sobre a sua colônia ("Paredes em faiscado, / Consistórios, corredores / Onde vagueiam fantasmas / De poetas inconfidentes, / De frades conspiradores;", de Romance das Igrejas de Minas); em Acalanto de Ouro Preto, a dedicatória a Alberto da Veiga Guignard; também de Romance das Igrejas de Minas, outra dedicatória, desta vez a Rodrigo M. F. de Andrade, primeiro diretor do Serviço de Patrimônio Histórico e Artístico Nacional (SPHAN, atual IPHAN) e responsável por proteger na sua gestão, dentre o patrimônio histórico e cultural brasileiro, o Museu da Inconfidência, em Ouro Preto. A sua mineiridade, uma identificação própria de seu povo mesmo com a vastidão das Minas Gerais e, pessoalmente, do poeta com o Rio Paraibuna da infância em Juiz de Fora, é um dos aspectos de Murilo que o havia feito, provavelmente, em 1953, comentar o poema Romanceiro da Inconfidência, de Cecília Meireles. Passou a compor esta apreciação de Murilo a fortuna crítica da Obra Poética de Cecília Meireles, publicada pela Editora José Aguilar.
Na Itália Murilo Mendes não sofreu o sentimento de exílio, mas acompanhou os principais representantes da vanguarda europeia. Nesta fase, consolidou-se como crítico especializado das artes plásticas muito respeitado em Roma. Acrescentando seu conhecimento musical, apresentou "com a literatura o substrato dessa personalidade intelectual aberta a todas as manifestações das artes". Por carta a Laís Corrêa de Araújo, Murilo acentuou que as fronteiras das diferentes formas artísticas foram "hoje tornadas muito fluidas". Em dezembro de 1970, surgiu a obra Convergência, a qual, em outra carta a Laís, considerou Murilo "um dos meus livros maiores, resumindo a experiência de 3 gerações, inclusive concretos e práxis".
A obra Convergência vai além da poesia concreta. Laís Corrêa de Araújo explica que a reconsideração concretista da informação estética sobre a informação semântica já teve início no livro Siciliana (1959), ou antes. Convergência é, pois, a realização de uma "liberdade da sintaxe poemática", difundindo:
"Primeiro na área dos elementos fônico-temporais - musicalidade, ritmo - e, por fim, na dos elementos morfológicos - visuais. Rebelde, rebelado, Murilo Mendes nunca se deixou, por temperamento, interditar pelos hábitos mentais alienadores que acomodam e/ou constrangem o homem às imposições da conjuntura e aos padrões tanto de um sistema de vida, quanto de um estilo de criação."
Convergência inicia-se com "Grafitos", palavra do italiano "graffitto", a qual significa "inscrição ou desenho de épocas antigas, toscamente riscado à ponta ou a carvão, em rochas, paredes, vasos, etc.". É a partir deles que Murilo Mendes cria, com enorme cultura, novos poemas. Interessante é o Grafito para Mário Pedrosa, onde se lê, musicalmente: "Sigo cego maquinal / Signos mágicos disparados / Cego sigo maquinal / Siga | avanti | alt | stop / Cego sigo maquinando". No Grafito para Paolo Uccello, possivelmente ao olhar, na Galleria degli Uffizi, a pintura Battaglia di San Romano, comunica, visualmente: "Na tua batalha entro / Da tua batalha saio"; e questiona: "Esgota-se (?) a pintura / Não a palavra pintura". Em princípio enigmático, Murilo enfatiza, na vanguarda literária, o relativismo da linguagem. No poema Texto de Consulta indaga: "A palavra cria o real? / O real cria a palavra?". Trata-se de uma concepção que é objeto de estudos aprofundados de linguistas e semiologistas, estudiosos do sistema dos signos.
A segunda parte de Convergência é formada pelos "Murilogramas", com dedicatória à sua estimada amiga Luciana Stegagno Picchio. Os murilogramas são endereçados a Deus e pessoas. Neles, Murilo Mendes também explora a linguagem. Laís Corrêa de Araújo anota:
"Nos grafitos e especialmente nos murilogramas, as texturas sonoras ainda têm valor preponderante, perceptível a partir da apresentação da linha melódica, que se sustenta muitas vezes invariável na sua forma de antífona e salmática, às vezes enriquecida pelo contraponto solo/parte coral, como no 'Murilograma a João Sebastião Bach'."
A plasticidade de Murilo em Convergência pode, por sua vez, ser vista no Murilograma a Guido Cavalcanti: "Radiograficamente entrego-te o texto táctil / Interrogo o que | sem transístor | vês apalpas ouves / Nesses teus próximos bulevares entre Júpiter e Saturno".
Na última parte de Convergência, "Sintaxe", Murilo Mendes, livremente, prossegue seus experimentos. No poema Texto de Informação contradiz a função gramatical, as expressões da retórica: "Tiro do bolso examino / Certas figuras de gramática [de retórica [de poética / Considero-as na sua forma visual / Fora de função / no seu peso específico [& som próprio [de palavras isoladas:" E, ao modo dos surrealistas em seus quadros, Murilo implementa versos que se aproximam a imagens em colagens, como na Colagem para Drummond: "As pedras de Itabira. A pedra de Drummond. / O ferro de Itabira. As farpas de Drummond. / As tropas de Itabira. Os tropos de Drummond. / Os tetos de Itabira. O tato de Drummond. / As madres de Itabira. Os mortos de Drummond [...]." Os jogos com as palavras continuam em "Sintaxe". Murilo Mendes procura desconcertá-las, formando novas conexões.

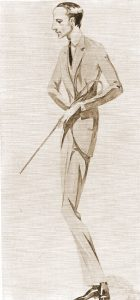
Retrato de Murilo Mendes por Ismael Nery, 1923

À exceção de O Discípulo de Emaús (1945), obra formada de máximas incisivas, Murilo Mendes tornou-se, na Itália, igualmente prosador. Mas, nas palavras de Luciana Stegagno Picchio, ajustado "daquela especial prosa poética, epigramática, definitória e surrealista à sua maneira". No seu primeiro livro em prosa publicado da Itália em 1968, A Idade do Serrote, Murilo remonta a sua juventude em Juiz de Fora. Na obra Poliedro, editada em 1972, fixa a lição surrealista sua, salientando "faces" e significados novos a diversos objetos. Outra prosa poética notável é Retratos-relâmpago, de 1973, na qual, dividida em setores, reproduz variadas pessoas. Deste modo, Murilo Mendes pretendeu dar equivalência entre a obra poética à prosa, retirando delimitações.
José Guilherme Merquior afirma que "Murilo Mendes é um poeta deslocado na tradição dominante da lírica de língua portuguesa" o qual "não obteve compreensão substancial por parte da generalidade da crítica". Diante do seu surgimento, poucos foram os críticos que conseguiram alcançá-lo a exemplo de Alceu Amoroso Lima, ao ver na sua obra a marca de um "estado de espírito". Um estado de espírito que, segundo José Guilherme Merquior, Mário de Andrade, já em 1931, definiu como sendo o "aproveitamento mais sedutor e convincente da lição surrealista". Mas, Murilo Mendes adota um surrealismo no qual busca "uma compreensão crítica de sua época". Na indignação diante do conflito armado, ilustra Merquior que Murilo Mendes "exerceu para nós o lirismo da denúncia humanista da guerra, frequentemente alcançando o cerne social da desgraça. É suficiente reler apenas como Lamentação ou como Os Pobres para verificar com que profundidade o poeta foi tocado pela guerra, e com que humanidade lhe reagiu".

Luciana Stegagno Picchio ressalta que Murilo buscou ser contemporâneo: "Se o texto a interpretar é o mundo e o meio cognoscitivo, a linguagem, o ofício do poeta é fazer-se contemporâneo de todo acontecimento". Tendo por base o surrealismo, Murilo Mendes conciliou, em poesia e prosa, a realidade, mesmo vulgar, a elementos transcendentes. Manuel Bandeira destaca que Murilo realizou uma "constante incorporação do eterno ao contingente".

Luciana Stegagno Picchio acompanhada por Murilo Mendes

Na Introdução Geral à Poesia Completa e Prosa publicada, em 1994, pela Editora Nova Aguilar, José Guilherme Merquior aponta também, com perspicácia, que Murilo Mendes integrou o surrealismo ao catolicismo. Nota o crítico que, em verdade, "o projeto surreal não era, em substância, estético, mas sim de cunho, antes de tudo, existencial".
Na Itália, publicou, em 1959, Siciliana, texto bilíngue traduzido e com prefácio de Giuseppe Ungaretti. Por sua vez, organizada por Ruggero Jacobbi, em obra bilíngue (português-italiano) realizada por Luciana Stegagno Picchio, Chiocchio e Ungaretti, editou-se, em 1961, Introdução à Poesia de Murilo Mendes. Diante de suas diversas publicações, o reconhecimento de Murilo Mendes o levou a ganhar, no ano de 1972, o Prêmio Internacional de Poesia Etna-Taormina. Carlos Drummond de Andrade, na sua crônica no Jornal do Brasil, criticou, tendo em vista o Prêmio atribuído a Murilo e com o qual se tinham distinguido também Salvatore Quasimodo, Prêmio Nobel de Literatura de 1959, e Giuseppe Ungaretti, a indiferença dos artistas brasileiros. Do Brasil, Drummond assinalou "uma obra que é fruto saboroso da cultura brasileira confrontada com valores universais".
Otto Maria Carpeaux salienta que "a bibliografia existente sobre Murilo Mendes [...] é insatisfatória, não reflete os entusiasmos que o lirismo do poeta provocou, nem a incompreensão do seu 'hermetismo', nem se demonstrou ainda a unidade da sua obra multiforme". E hoje, mesmo ao lado de outros autores modernistas destacados, Murilo Mendes é desconhecido no Brasil por muitos leitores.
Depois de longo tempo, entre setembro de 2023 e janeiro de 2024, uma de suas várias faces da personalidade de Murilo Mendes foi apresentada no Museu de Arte Moderna de São Paulo (MAM). Organizada pelos curadores Lorenzo Mammi, Maria Betânia Amoroso e Taisa Palhares, realizou-se a exposição "Murilo Mendes, o poeta crítico: o infinito íntimo". Através de pinturas e obras de artes plásticas originárias, em grande parte, do acervo pertencente ao Museu de Arte Murilo Mendes (MAMM), revelou-se a atividade de Murilo como crítico, incentivador de artistas e organizador de eventos públicos. Neste sentido, Murilo havia se tornado, por exemplo, curador do Pavilhão Brasileiro na Bienal de Veneza de 1964 e elaborador de uma galeria na Embaixada Brasileira em Roma, pondo à vista, pela primeira vez na Europa, artistas brasileiros como Volpi, Goeldi e Weissmann.
No Museu de Arte Murilo Mendes (MAMM), fundado em 2005 na sua cidade natal, Juiz de Fora, encontram-se reunidos livros, correspondências, documentos e obras de arte do poeta que foram transmitidos por sua viúva, Maria da Saudade Cortesão Mendes.

## Obras
- Poemas (1930);
- Bumba-meu-poeta (1931);

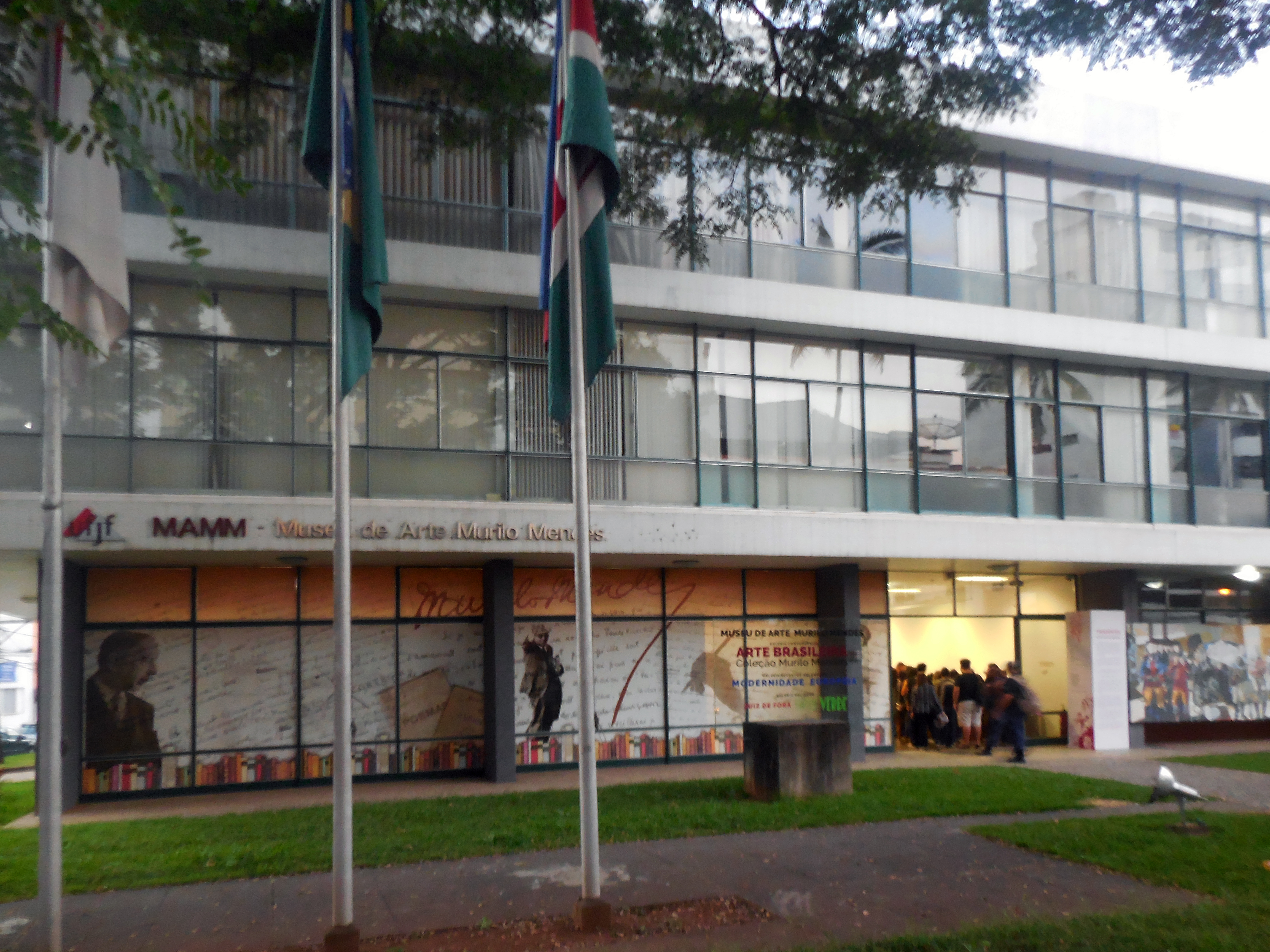
Fachada do Museu de Arte Murilo Mendes, em Juiz de Fora, Minas Gerais

- História do Brasil (1932) - com capa de Di Cavalcanti;
- Tempo e Eternidade (1935) - escrita, em conjunto, com Jorge de Lima;
- Os Quatro Elementos (1935);
- O Sinal de Deus (1936);
- A Poesia em Pânico (1937);
- O Visionário (1941) - incluindo Jandira, poema exemplar da poética muriliana;[75]
- As Metamorfoses (1944) - ilustrada por Portinari e com capa de Santa Rosa;
- Mundo Enigma (1945);
- O Discípulo de Emaús (1945);
- Poesia Liberdade (1947);
- Janela do Caos (1949) - ilustrada com seis litografias de Francis Picabia;
- Contemplação de Ouro Preto (1954);
- Poesias (1959) - obra completa até à data e incluindo Sonetos Brancos, com a exclusão de O Sinal de Deus e História do Brasil;
- Siciliana (1959) - em texto bilíngue traduzido por A. A. Chiocchio e com prefácio de Giuseppe Ungaretti;
- Tempo Espanhol (1959);
- Siete Poemas Inéditos (1961);
- Introdução à Poesia de Murilo Mendes (1961) - organizada por Ruggero Jacobbi, em texto bilíngue de Luciana Stegagno Picchio, Chiocchio e Giuseppe Ungaretti;
- Antologia Poética (1964);
- Italianíssima (7 Murilogrammi) (1965);
- A Idade do Serrote (1968);
- Convergência (1970);
- Poliedro (1972);
- Retratos-relâmpago, 1a série (1973);
- Marrakech (1974) - com litografias de G. I. Giovannola.

### Póstumas
- Ipotesi (1977) - organizada e prefaciada por Luciana Stegagno Picchio;
- Transístor (1980) - antologia de prosa escrita entre 1931 e 1974;
- Janelas Verdes, primeira parte (1989) - com ilustrações em tinta da China e duas serigrafias originais assinadas por Maria Helena Vieira da Silva.

### Inéditas publicadas na ediçãoPoesia Completa e Prosada Editora Nova Aguilar (1994)
- Carta Geográfica (1965-1967);
- Espaço Espanhol (1966-1969) - notas de viagem;
- Janelas Verdes, segunda parte (1970);
- Retratos-relâmpago 2a série (1973-1974);
- Conversa Portátil (1971-1974) - miscelânia em prosa e verso;
- A Invenção do Finito (1960-1970);
- Papiers - originais em prosa e verso, em francês;
- Quatro Textos Evangélicos (1984) - publicados, postumamente, na revista Letterature d'America, em Roma;
- O Infinito Íntimo (1948-1953) - inclui textos poéticos menores.

## Prêmios recebidos
- Prêmio Graça Aranha, pelo livro Poemas (1930);
- Prêmio Internacional de Poesia Etna-Taormina (1972).